# 尼崎駅 (阪神)
尼崎駅（あまがさきえき）は、兵庫県尼崎市東御園町にある阪神電気鉄道の駅。駅番号はHS 09。
この項目では阪神なんば線が開業した2009年以前については、旧路線名の西大阪線または、その前の正式路線名であった伝法線を使用する。

## 概要
阪神電気鉄道が神戸三宮駅以東で運行している全ての種別が全列車停車する唯一の駅。
昼間時間帯は当駅で急行と普通が緩急接続を行う。また大阪梅田 - 当駅間の急行は、基本的に大阪難波方面に直通する快速急行と接続して神戸三宮方面へのアクセスを確保している。
阪神なんば線と本線間を直通運転する快速急行は6・8・10両のいずれかの編成で運転されるが、本線各駅のホーム有効長の関係から、平日の8・10両編成で当駅に到着した列車は一部列車を除き、4番線で大阪難波・奈良側の2両または4両の解放作業を行い、当駅 - 神戸三宮駅間は6両編成で運行される。なお、平日夕方・土曜・休日は6・8両編成のいずれかで運行されるため、ごく一部の時間帯を除き解放作業は行わない。
西日本旅客鉄道（JR西日本）の尼崎駅とは直線距離で 1.8km程離れている。このため、当駅を「阪神尼崎」や「阪尼（ハンアマ）」（JRの尼崎駅は「JR尼崎」「J尼」）と呼んで区別することがある。

### 利用可能な鉄道路線
- 阪神電気鉄道
  - 本線
  - 阪神なんば線

※当駅 - 大物駅間は両線の並立区間（二重戸籍または複々線）という扱いである。

## 歴史

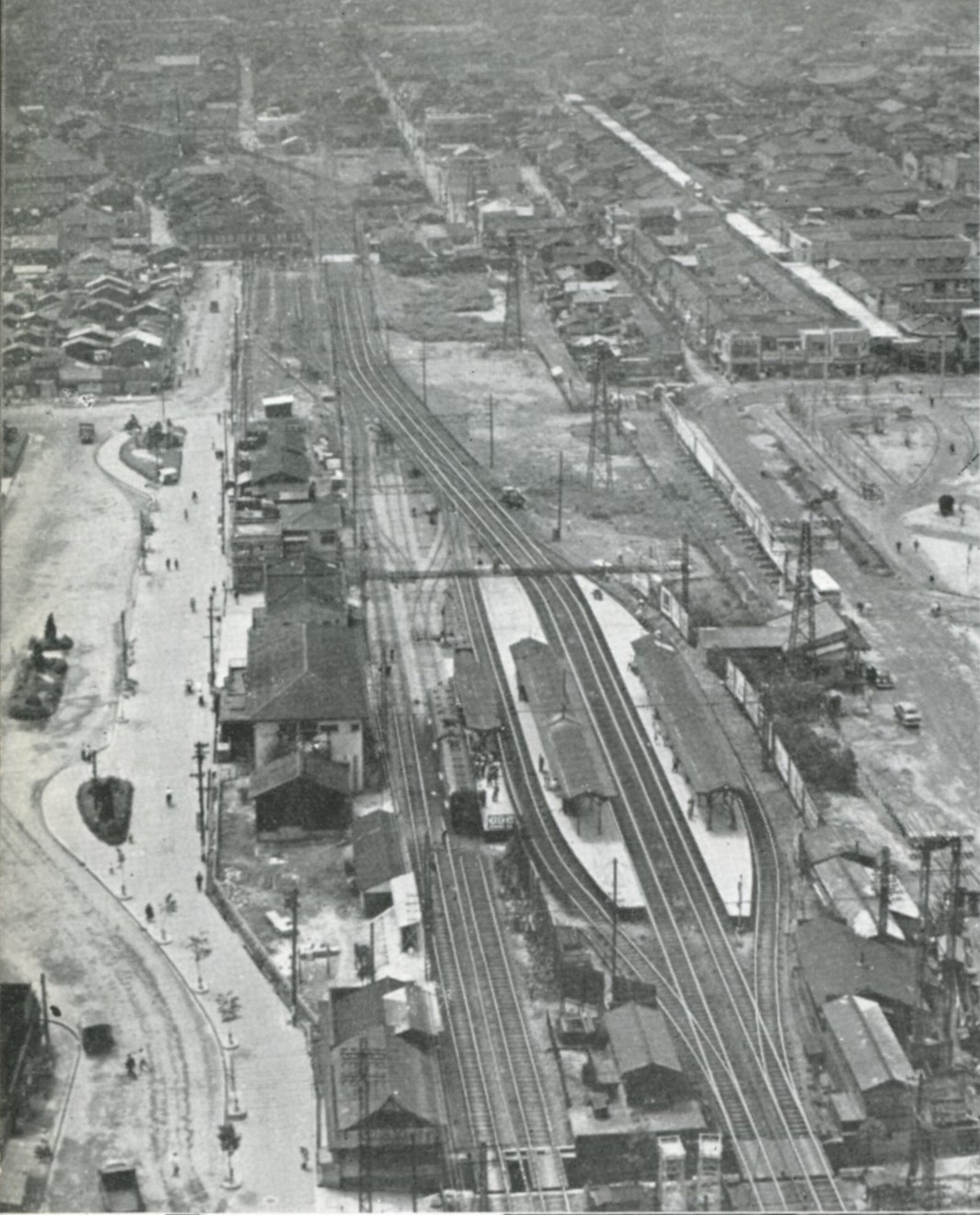
1954年(昭和29年)頃の梅田方から見た尼崎駅。右奥に尼崎中央商店街がある。

- 1905年（明治38年）4月12日：阪神本線の開業と同時に開業[1]。なお、尼崎車庫は前年8月に完成している[1]。
- 1928年（昭和3年）12月28日：伝法線（西大阪線を経て現在の阪神なんば線）が当駅まで延伸される。
- 1963年（昭和38年）1月20日：ホームの高架化が完了。
- 1964年（昭和39年）
  - 2月：ホーム有効長を98mから120mに延伸[1]。
  - 5月20日：伝法線が西大阪線に改称。
- 1972年（昭和47年）10月5日：阪神電鉄としては初の自動改札機を設置[5]。
- 2001年（平成13年）3月10日：直通特急および特急の停車駅となる[6]。
- 2003年（平成15年）
  - 7月1日：施設改良工事を開始[7]。これに伴い神戸高速鉄道に駅施設を譲渡。
  - 7月26日：当駅 - 大物駅間立体交差工事に伴い、西大阪線の同区間が単線となる[7]。
- 2006年（平成18年）11月12日：当駅 - 大物駅間を立体交差へ切替[8]。本線神戸方面と西大阪線のホームを入替、3・4番線が4・5番線に改番。
- 2007年（平成19年）3月17日：本線大阪方面新ホーム（1・2番線）と、北改札口使用を開始[9][10]。
- 2008年（平成20年）2月2日：西大阪線新ホーム（3番線）が使用を開始[11]。北改札口と西大阪線のりばが直接連絡。
- 2009年（平成21年）3月20日：西大阪線が阪神なんば線に改称し大阪難波駅まで延伸[12]。
- 2014年（平成26年）4月1日：駅番号導入[13][14]。
- 2016年（平成28年）3月19日：区間特急の停車駅となる[15]。
- 2024年（令和6年）
  - 2月17日：2番線の可動式ホーム柵を稼働開始[16][17]。
  - 3月16日：1番線の可動式ホーム柵を稼働開始[18]。

## 駅構造
島式ホーム4面6線を有する高架駅でホームは2階にある。改札口は1階にあり、旧来の西改札に加え、2007年3月17日より北改札が新設され、2か所となった。
新設された北改札口のコンコースは、1990年代前半、駅北側に隣接する「市立阪神尼崎駅前駐車場」の地下搬入路を建設した際、軌道下の盛土高架とともに掘削したため生じた空間を架道橋として整備、のちに利用されたものである。なお、当時からコンコースとしての計画があったかどうかは不明である。
2024年6月より開始したQRコード乗車券のサービスに合わせ、2023年11月に北改札機、12月に西改札機がQRコードが利用できる改札機に更新された。

### のりば
| 番線 | 路線          | 方向 | 行先               | 備考                       |
| ---- | ------------- | ---- | ------------------ | -------------------------- |
| 1・2 | ■本線         | 上り | 大阪梅田方面       |                            |
| 3    | ■阪神なんば線 | -    | 大阪難波方面       |                            |
| 4    | ■本線         | 下り | 神戸三宮方面       | 阪神なんば線からの快速急行 |
| 5・6 | ■本線         | 下り | 神戸三宮・姫路方面 | 大阪梅田からの列車         |

ホーム有効長は、1番線と2番線（1番線側ホーム）は近畿日本鉄道車両6両編成対応の130m、2番線（3番線側ホーム）、3番線、4番線は近鉄車両10両編成対応の215m 、5番線、6番線は阪神・山陽電気鉄道車両6両編成対応の120mである。大阪難波方面に直通する列車は全て3番線・4番線に発着する。
2番線は本線上りホームと阪神なんば線上りホーム、5番線は本線下りホームと阪神なんば線下りホームで挟まれる形となり、本線と阪神なんば線相互の同一平面上での対面乗り換えが可能となる。大阪梅田・大阪難波方面を例に取ると、平日朝ラッシュ時以外は、3番線の阪神なんば線快速急行から2番線の本線列車へ、さらには、その2番線列車を通り抜けて1番線の本線列車へ、直接乗換えることができる。そのため、配線上では2番線と5番線が主本線ではあるが、緩急接続時には待避する普通が主本線に入線し左右両方のドアを開け、優等列車の方が待避線（1番線および6番線）に入線する形にすることで、円滑な乗り換えができるようにしている。一方、平日朝ラッシュ時は車内通り抜けをさせると混雑に拍車をかけるため、普通は1番線に入線させ、直通特急と区間急行は2番線に入線する。
このほか、4番線は阪神なんば線からの当駅止まり列車の降車ホームとしても使われている。該当列車は4番線で乗客を降ろした後、ホーム西側の引き上げ線で折り返して、改めて大阪難波方面行きとして3番線に入線する。
4番線の乗車位置は阪神なんば線開業時1から10まであったが、編成両数に関係なく停止位置目標は同一であるため、2020年3月13日までは大阪難波・奈良側の乗車位置7 - 10は通常は当駅で解放される車両用であった、2020年3月14日のダイヤ改正で8両編成で尼崎より先を運転する編成があるため9 - 10が解放される車両用になっている。
| ← 大阪難波 大阪梅田 | 尼崎駅配線略図 | → 元町 |
| 凡例 出典:「阪神なんば線 エクスプローラー」『鉄道ダイヤ情報』2009年4月号、交通新聞社 17頁 赤 : 本線、 橙 : 阪神なんば線 阪神電気鉄道による工事着手前のニュースリリースからは一部が変更されている。 |                |        |

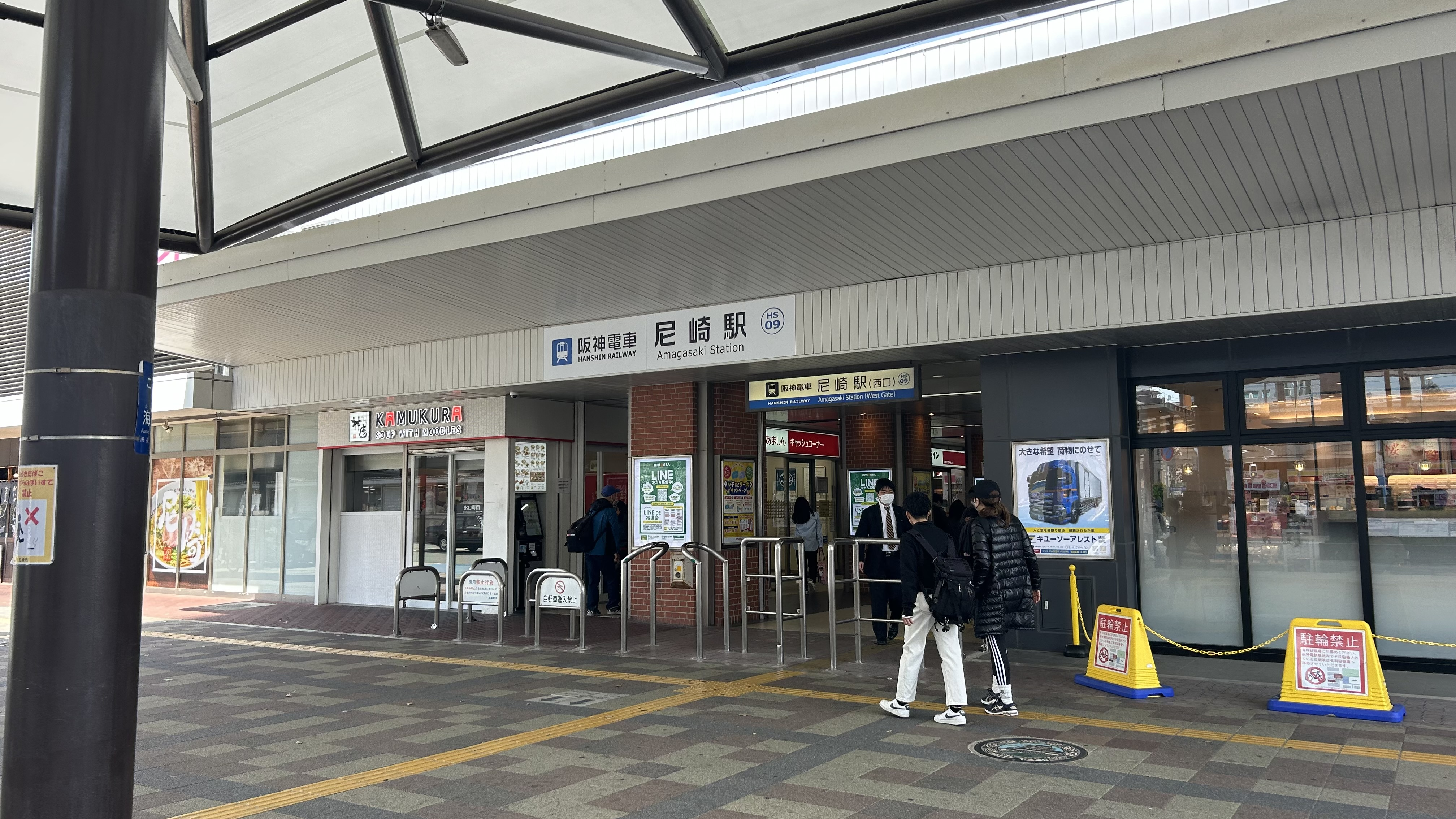
南口
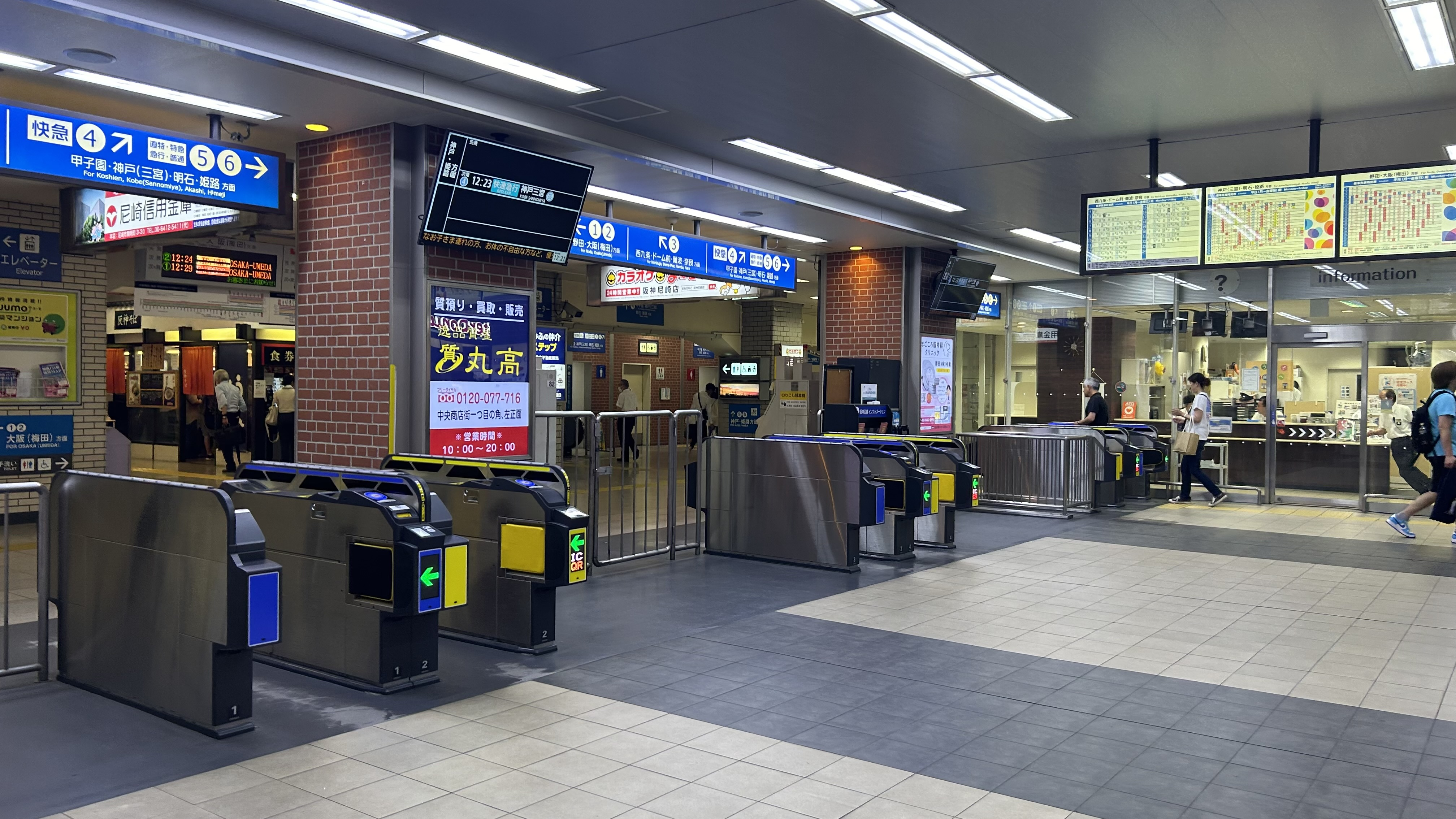
西改札口
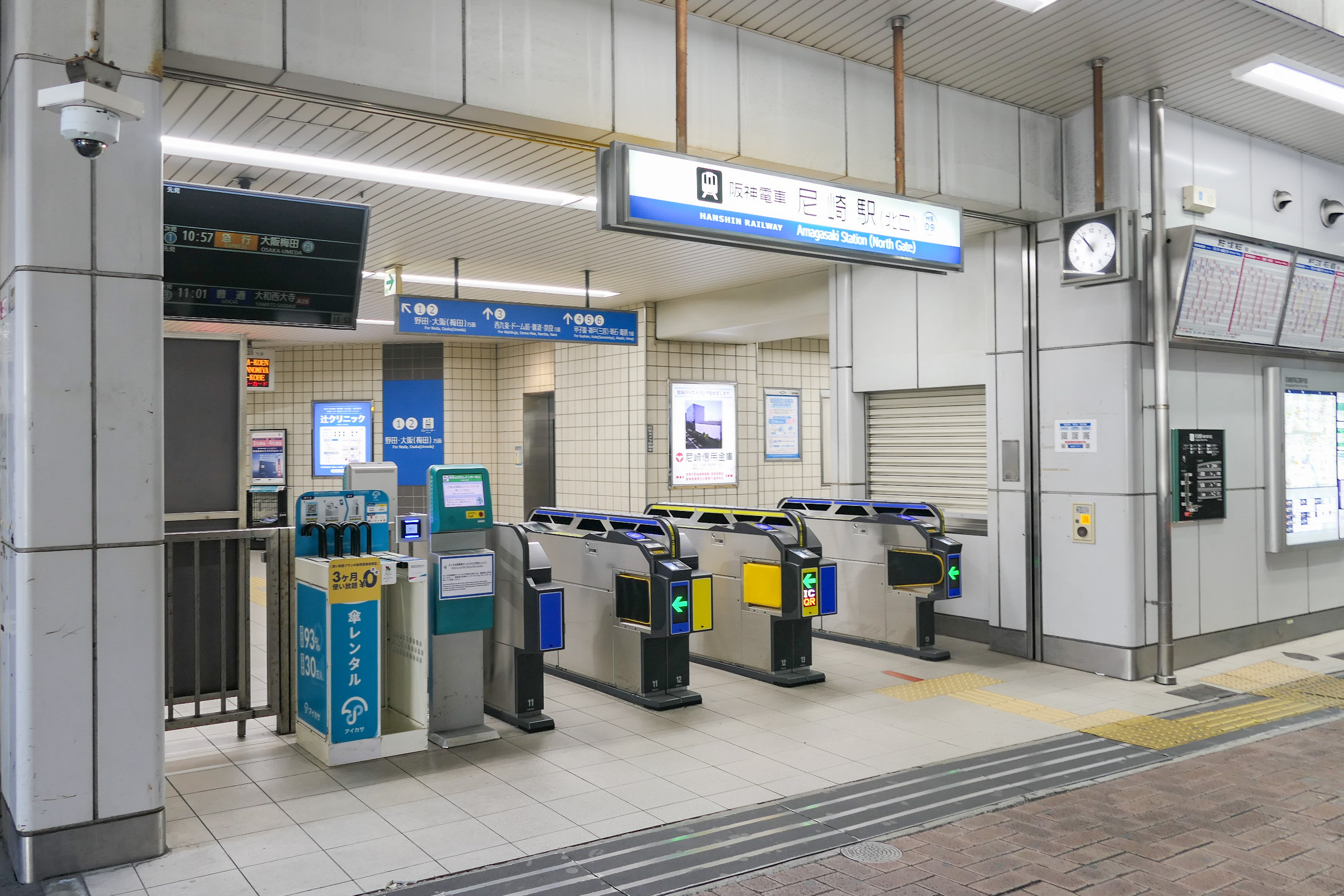
北改札口
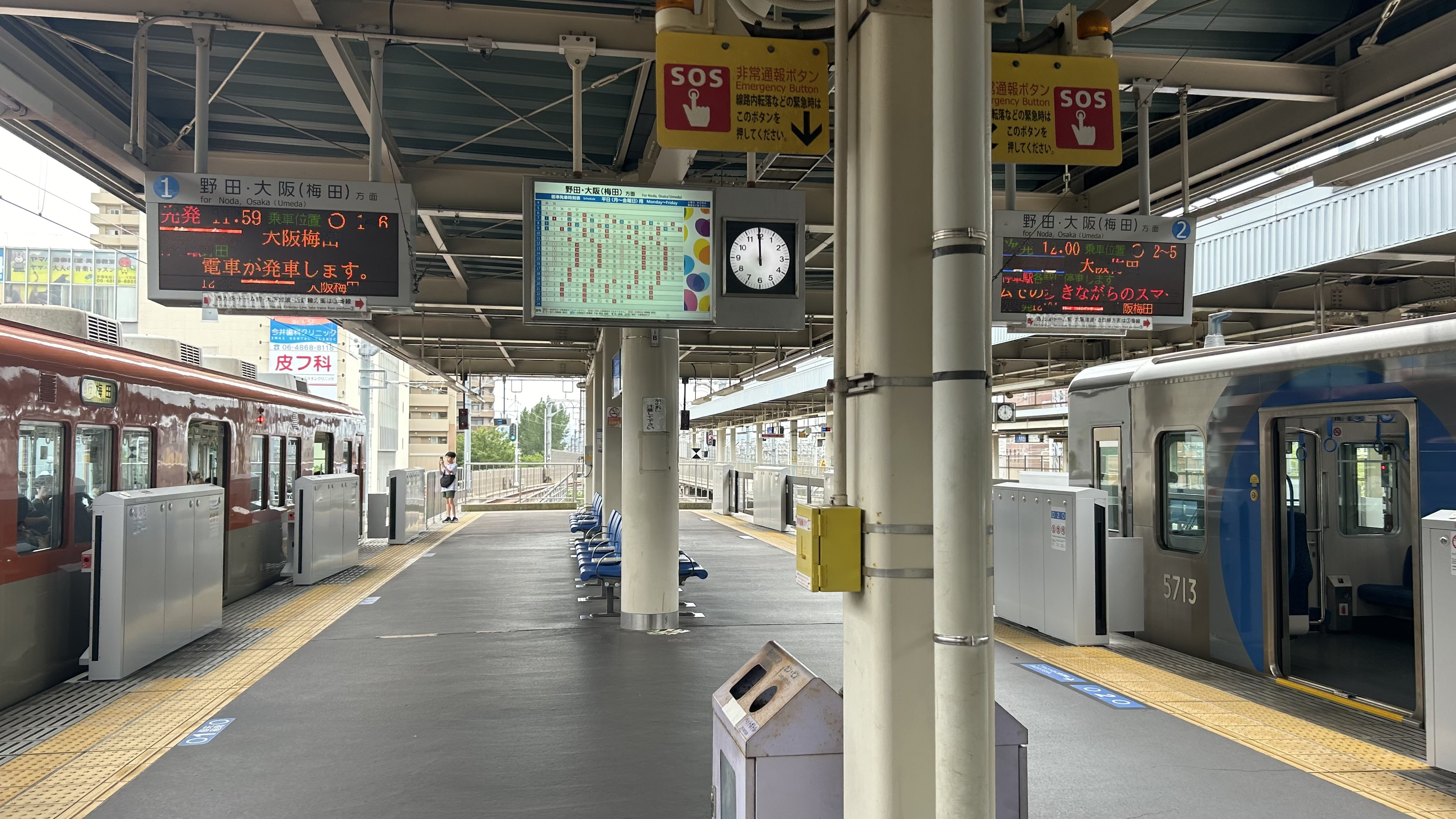
1・2番線ホーム
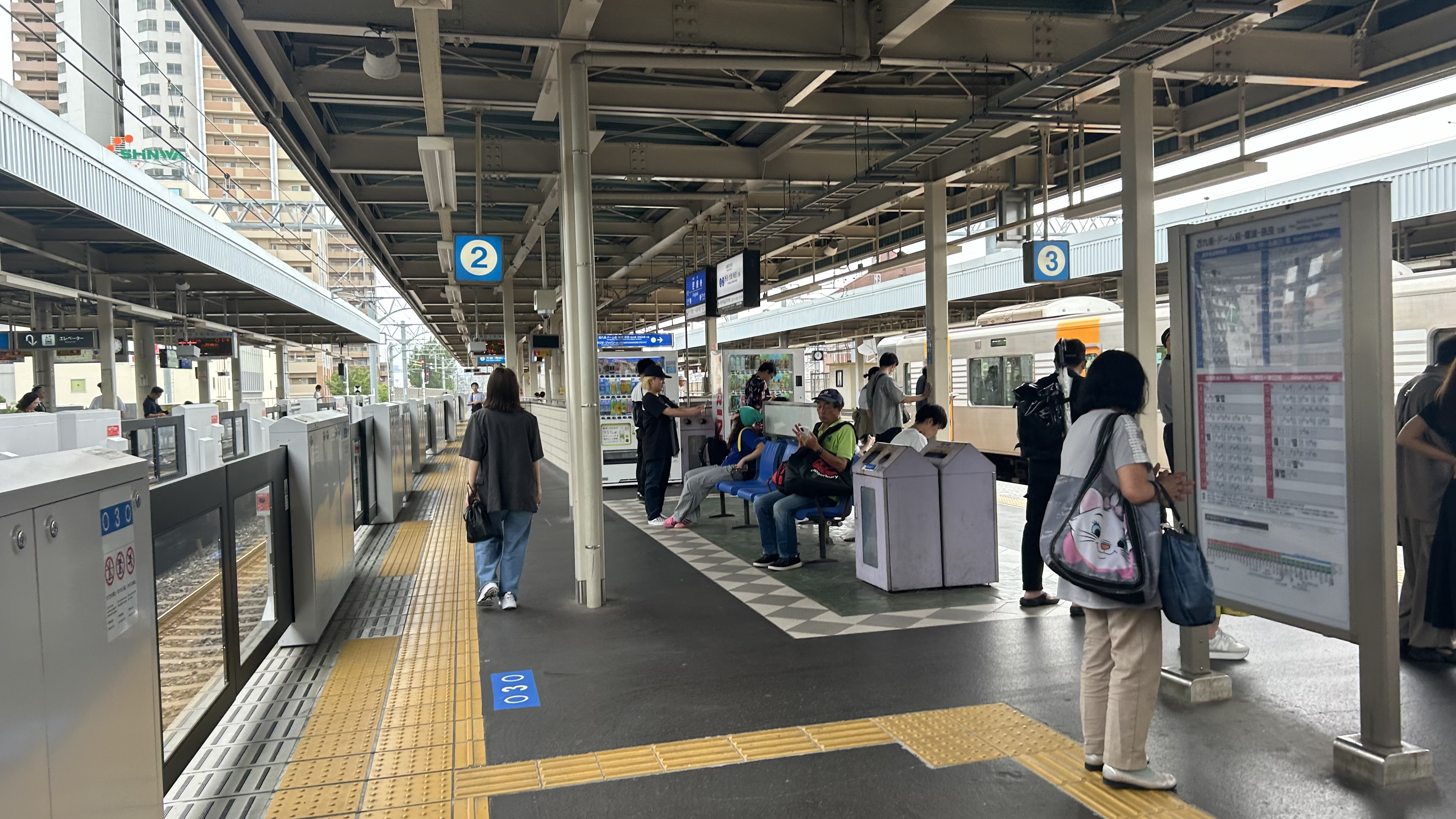
2・3番線ホーム
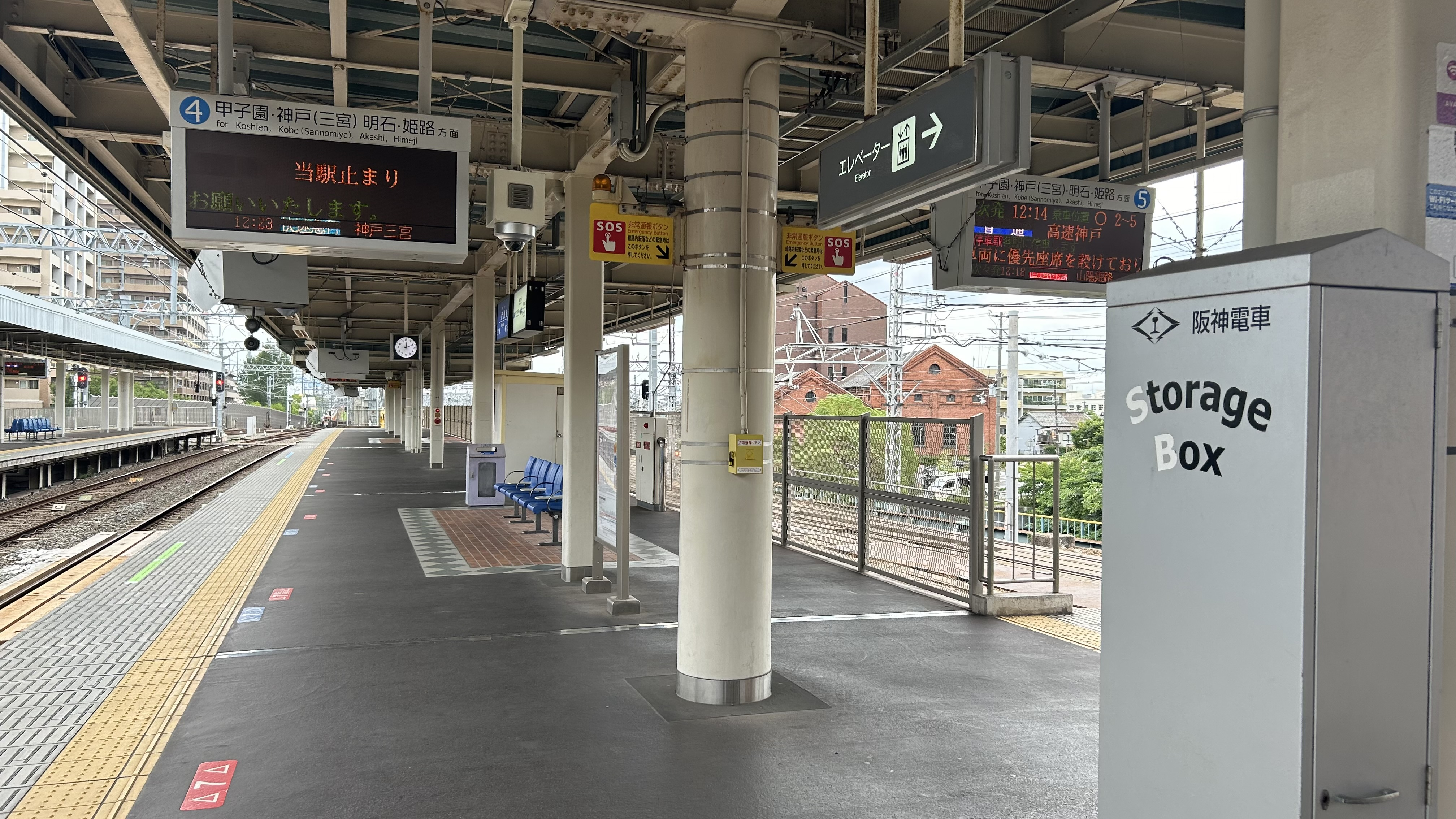
4・5番線ホーム
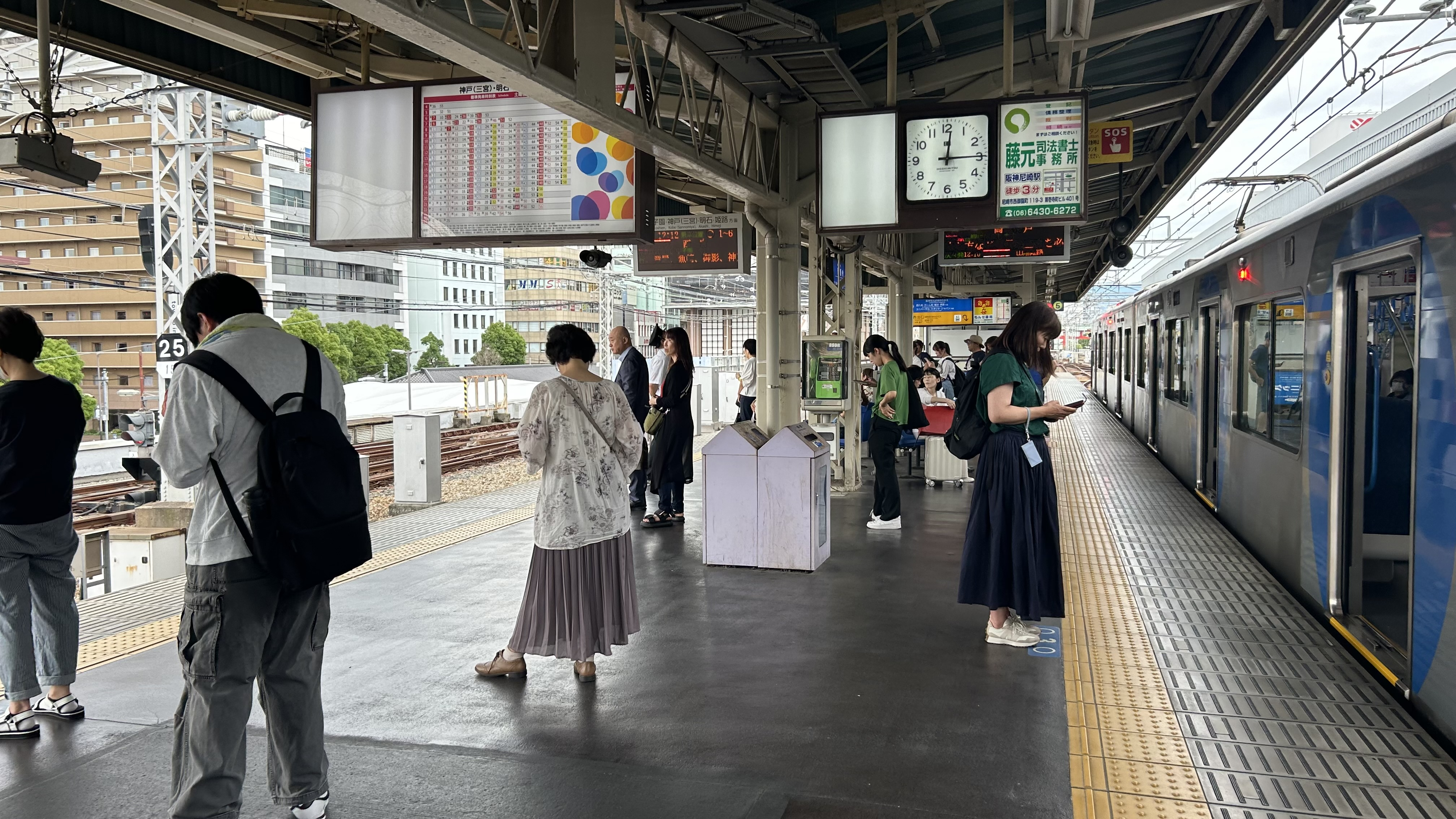
5・6番線ホーム

### トイレ
トイレは西・北改札内にある。

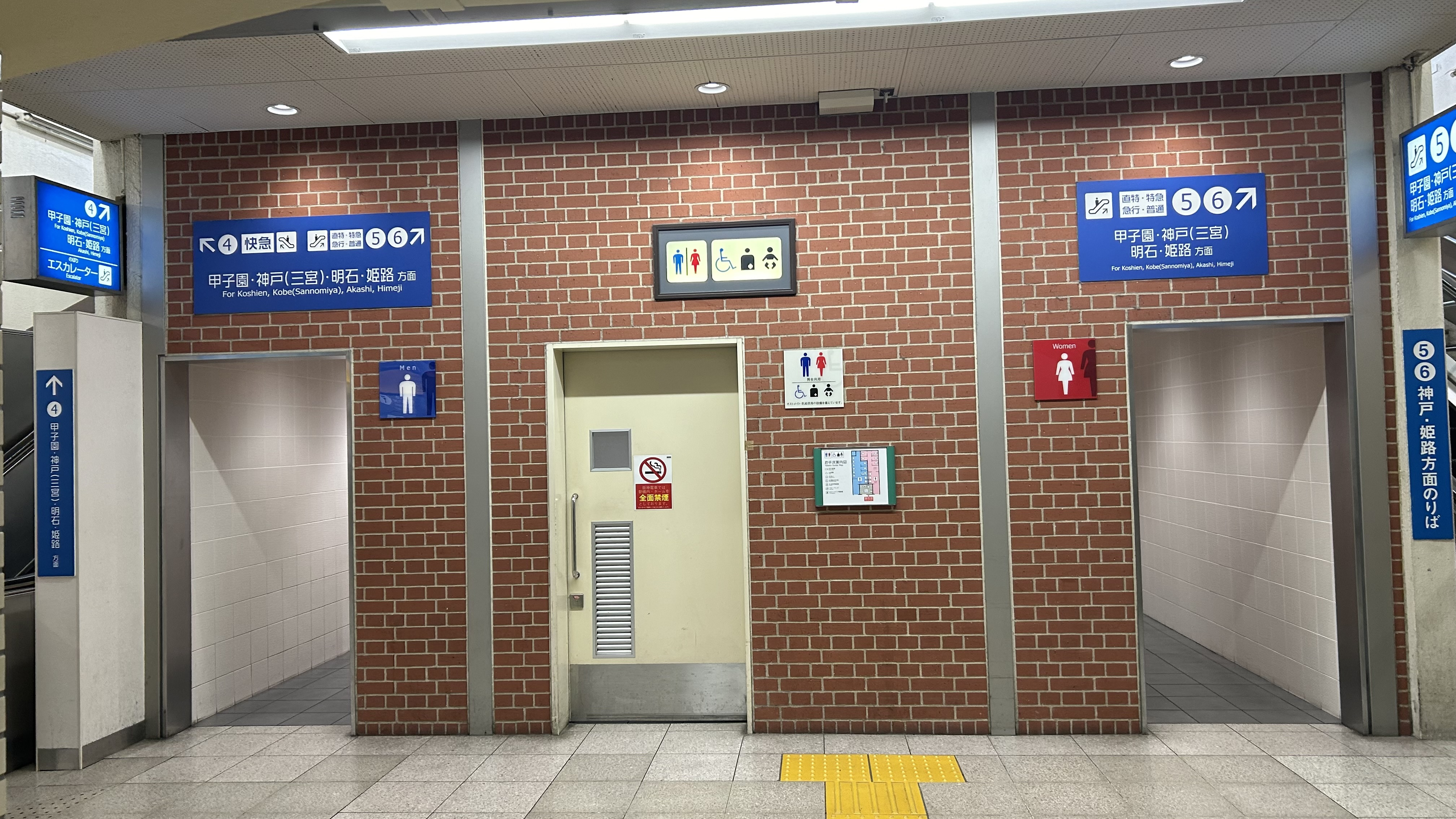
西改札内トイレ
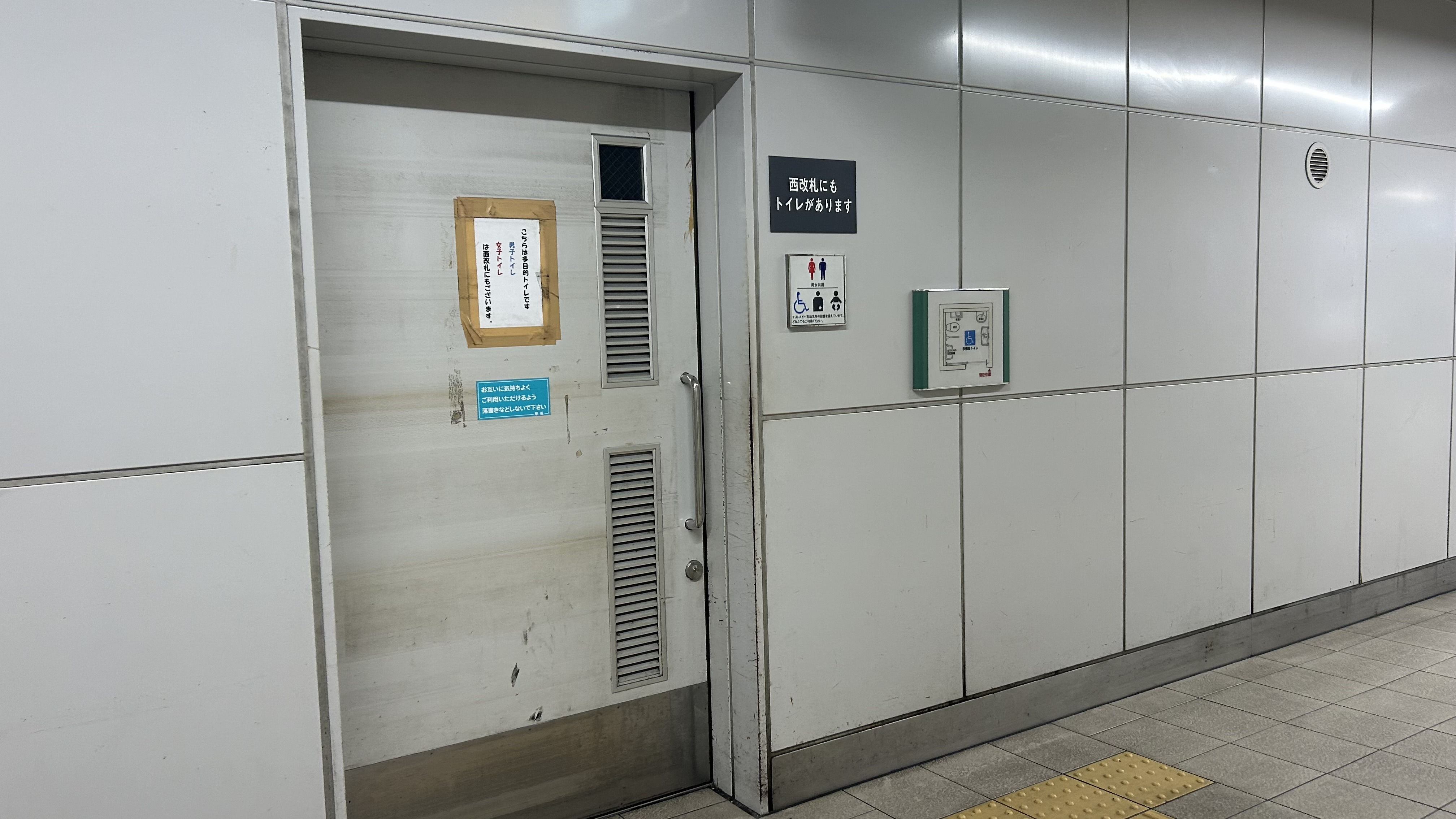
北改札内トイレ

### 駅改良工事前
2006年11月11日までは、現在の阪神なんば線上りホームが本線上りホーム（旧1・2番線ホーム）、現在の阪神なんば線下りホームが本線下りホーム（旧3・4番線ホーム）、現在の本線下りホームが当時の西大阪線ホーム（旧6番線ホーム）であった。旧4番線（現・5番線）は当時から本線下りホームと西大阪線ホームで挟まれており、本線・西大阪線相互の同一平面上での乗換えが可能となっていた。なお、当時は現在の本線上りホームは存在しなかった。
さらに、かつては旧6番ホーム大物寄りの切欠部に旧5番線が存在しており、当時は5番線に西大阪線の普通列車、6番線には西九条駅 - 三宮駅間運転の西大阪線特急が発着していた。しかし、西大阪線特急の廃止と、有効長は2両編成分であったため、4両編成が通常の編成となってからは使用されなくなり、直下を通る駅前駐車場の地下通路建設工事に伴い、1990年代に撤去された。

### 工事による変動
阪神なんば線開通に備えた改良工事が2003年7月より行われ、2009年3月20日の同線完成をもって完成、島式4面6線に拡張された。これにより、この駅は大阪市のキタ（梅田駅）とミナミ（大阪難波駅）への分岐点となった。なお鉄道駅総合改善事業としての補助を受けるため工事着手前に当駅の関連施設は神戸高速鉄道に譲渡され、同社が事業主体となって施工している。2009年3月まで神戸市主体の第三セクターであった同社として初めて市外に鉄道施設を持つことになった。
まず第1段階として、2006年11月12日より3・4番線がそれぞれ4・5番線に改番（当面3番線は欠番となる）され、4番線（旧3番線）に西大阪線、5・6番線（旧4・6番線）に神戸方面行きが発着するようになり、従来の神戸方面行きホームと西大阪線ホームが逆転した。
さらに、2007年3月17日より、旧1番線の反対側に本線上り用新ホームが完成。本線上りホームも新ホームに切り替えられたため、新ホームの北側に新たに引かれた線路が1番線となり、旧1番線は2番線に改番。それに合わせて、北改札口が新たに開設された。なお、旧1・2番線ホームは一時閉鎖（旧2番線の線路も使用停止）され、改良工事に入った。
2008年2月2日に、旧2番線を3番線に改番のうえ、改良工事が完成した新2・3番線ホーム（旧1・2番線ホーム）の使用が開始される。それまで4番線に発着していた西大阪線の西九条行きは新3番線からの発車に変わり、改良工事で新設された新2・3番線ホームのエレベーターも使用開始となる。同時に4・5番線ホームは一時閉鎖（4番線は一時使用停止となり、5番線は本線下りホーム側のみの供用となる）され、改良工事に入った。
2009年3月20日の阪神なんば線の開通によって、4番線の営業列車の発着および4・5番線ホームの使用を再開。
| - 2006年11月11日 | 2006年11月12日 - 2007年3月16日 | 2007年3月17日 - 2008年2月1日 | 2008年2月2日 - 2009年3月19日 | 2009年3月20日 -  |
| ---------------- | ------------------------------ | ---------------------------- | ---------------------------- | ---------------- |
|                  |                                | →1番線→                      | →1番線→                      | →1番線→          |
|                  | 新設中                         | 本線上り                     | 本線上り                     | 本線上り         |
| →1番線→          | →1番線→                        | →2番線→                      | →2番線→                      | →2番線→          |
| 本線上り         | 本線上り                       | 工事中                       | 西大阪線                     | 阪神なんば線上り |
| →2番線→          | →2番線→                        |                              | →3番線→                      | →3番線→          |
| ←3番線←          | →4番線→                        | →4番線→                      |                              | ←4番線←          |
| 本線下り         | 西大阪線                       | 西大阪線                     | 工事中                       | 阪神なんば線下り |
| ←4番線←          | ←5番線←                        | ←5番線←                      | ←5番線←                      | ←5番線←          |
| 西大阪線         | 本線下り                       | 本線下り                     | 本線下り                     | 本線下り         |
| →6番線→          | ←6番線←                        | ←6番線←                      | ←6番線←                      | ←6番線←          |

### 備考
- 阪神なんば線が西大阪線と呼ばれていた時代、列車発車時には梅田駅などと同様の発車メロディが流れていたが、延伸区間の開業に合わせて阪神なんば線に改称された後は使用を停止。本線と同じように必要に応じて電子ベルで乗車を促す形になった。2009年1月の駅改良工事の完了から同年3月の延伸区間開業まで2か月弱の短期間ではあったが、現行バージョンの発車メロディも使用されていた。

- 当初、尼崎駅が高架化された時点では、阪神なんば線上り線（大阪難波方面）は現在の1番線を使用する予定であり、尼崎駅を出ると次の大物駅までの間で阪神なんば線上り線が本線上下線をオーバークロスして大物駅3番線に入線する構想であった[24]。そのため、1978年に大物駅が高架化された際も両駅がともに高架駅であるにもかかわらず、本線上下線は両駅間で一度地平に下りて再び高架橋を上る構造とされた。ただ、後に本線下り線が阪神なんば線上下線をオーバークロスする現在の形とされたものの、本線上り線は高架化されずそのままとされている。

- 2008年8月下旬にホームと改札口付近にLED方式の発車標が新たに設置され、同年9月10日からの使用開始と同時に旧来の幕式のものは使用を停止し、のちに撤去された。なお、3番ホームの新型発車標の案内部分には阪神なんば線開通に備えて「西九条 難波 奈良 名古屋 伊勢志摩方面」と表記されており、阪神なんば線開通以前は暫定的に上から「西九条方面」のシールを貼って使用していた。

## 利用状況
2023年11月平均の52,283人である。阪神電鉄の駅では大阪梅田駅・神戸三宮駅・甲子園駅に次ぐ第4位。尼崎市内の駅ではJR神戸線の尼崎駅に次いで多いが、同線の立花駅や阪急神戸本線の塚口駅・武庫之荘駅とあまり大きな差はない。
各年度の11月平均利用状況は下表の通り。
| 年度               | 2線計    | 2線計    | 2線計    | 2線計 | 本線のみ | 本線のみ | 本線のみ | なんば線のみ | なんば線のみ | なんば線のみ | 出典       |
| 年度               | 乗車人員 | 降車人員 | 乗降人員 | 順位  | 乗車人員 | 降車人員 | 乗降人員 | 乗車人員     | 降車人員     | 乗降人員     | 出典       |
| ------------------ | -------- | -------- | -------- | ----- | -------- | -------- | -------- | ------------ | ------------ | ------------ | ---------- |
| 2019年（令和元年） | 26,308   | 26,722   | 53,030   | 4位   | 20,644   | 20,879   | 41,523   | 5,664        | 5,843        | 11,507       | [ 阪神 1 ] |
| 2020年（令和02年） | 22,258   | 22,565   | 44,823   | 3位   | 17,310   | 17,507   | 34,817   | 4,948        | 5,058        | 10,006       | [ 阪神 2 ] |
| 2021年（令和03年） | 22,837   | 23,013   | 45,850   | 4位   | 17,601   | 17,688   | 35,289   | 5,236        | 5,325        | 10,561       | [ 阪神 3 ] |
| 2022年（令和04年） | 24,709   | 25,051   | 49,760   | 4位   | 19,111   | 19,383   | 38,494   | 5,598        | 5,668        | 11,266       | [ 阪神 4 ] |
| 2023年（令和05年） | 25,881   | 26,402   | 52,283   | 4位   | 20,050   | 20,536   | 40,586   | 5,831        | 5,866        | 11,697       | [ 阪神 5 ] |

### 尼崎市統計書より
市の統計書によると、近年の年次別平均利用状況と11月特定日の利用状況は下表の通り。
| 年次               | 各年次平均 | 各年次平均 | 各年次平均 | 11月特定日 | 11月特定日 | 11月特定日 | 出典          |
| 年次               | 乗車人員   | 降車人員   | 乗降人員   | 乗車人員   | 降車人員   | 乗降人員   | 出典          |
| ------------------ | ---------- | ---------- | ---------- | ---------- | ---------- | ---------- | ------------- |
| 2006年（平成18年） | 22,945     | 23,464     | 46,409     | 22,493     | 22,795     | 45,288     | [ 尼崎市 1 ]  |
| 2007年（平成19年） | 23,018     | 23,378     | 46,396     | 22,556     | 22,520     | 45,076     | [ 尼崎市 1 ]  |
| 2008年（平成20年） | 23,292     | 23,344     | 46,636     | 22,726     | 22,935     | 45,661     | [ 尼崎市 1 ]  |
| 2009年（平成21年） | 23,738     | 24,075     | 47,813     | 23,060     | 23,261     | 46,321     | [ 尼崎市 1 ]  |
| 2010年（平成22年） | 24,158     | 24,382     | 48,540     | 24,033     | 24,358     | 48,391     | [ 尼崎市 1 ]  |
| 2011年（平成23年） | 24,220     | 24,440     | 48,660     | 24,033     | 24,358     | 48,391     | [ 尼崎市 2 ]  |
| 2012年（平成24年） | 24,800     | 25,068     | 49,868     | 24,239     | 24,396     | 48,635     | [ 尼崎市 3 ]  |
| 2013年（平成25年） | 24,658     | 24,842     | 49,500     | 24,767     | 25,177     | 49,944     | [ 尼崎市 4 ]  |
| 2014年（平成26年） | 25,256     | 25,615     | 50,871     | 24,997     | 25,388     | 50,385     | [ 尼崎市 5 ]  |
| 2015年（平成27年） | 25,734     | 26,153     | 51,887     | 25,542     | 25,881     | 51,423     | [ 尼崎市 6 ]  |
| 2016年（平成28年） | 26,008     | 26,375     | 52,383     | 25,731     | 26,137     | 51,868     | [ 尼崎市 7 ]  |
| 2017年（平成29年） | 26,481     | 26,896     | 53,377     | 26,145     | 26,542     | 52,687     | [ 尼崎市 8 ]  |
| 2018年（平成30年） | 26,872     | 27,295     | 54,167     | 26,077     | 26,424     | 52,501     | [ 尼崎市 9 ]  |
| 2019年（令和元年） | 27,051     | 27,436     | 54,487     | 26,308     | 26,722     | 53,030     | [ 尼崎市 10 ] |
| 2020年（令和02年） | 20,465     | 20,748     | 41,213     | 22,258     | 22,565     | 44,823     | [ 尼崎市 11 ] |
| 2021年（令和03年） | 20,808     | 21,094     | 41,902     | 22,837     | 23,013     | 45,850     | [ 尼崎市 12 ] |
| 2022年（令和04年） | 23,144     | 23,365     | 46,509     | 24,709     | 25,051     | 49,760     | [ 尼崎市 13 ] |

## 駅周辺

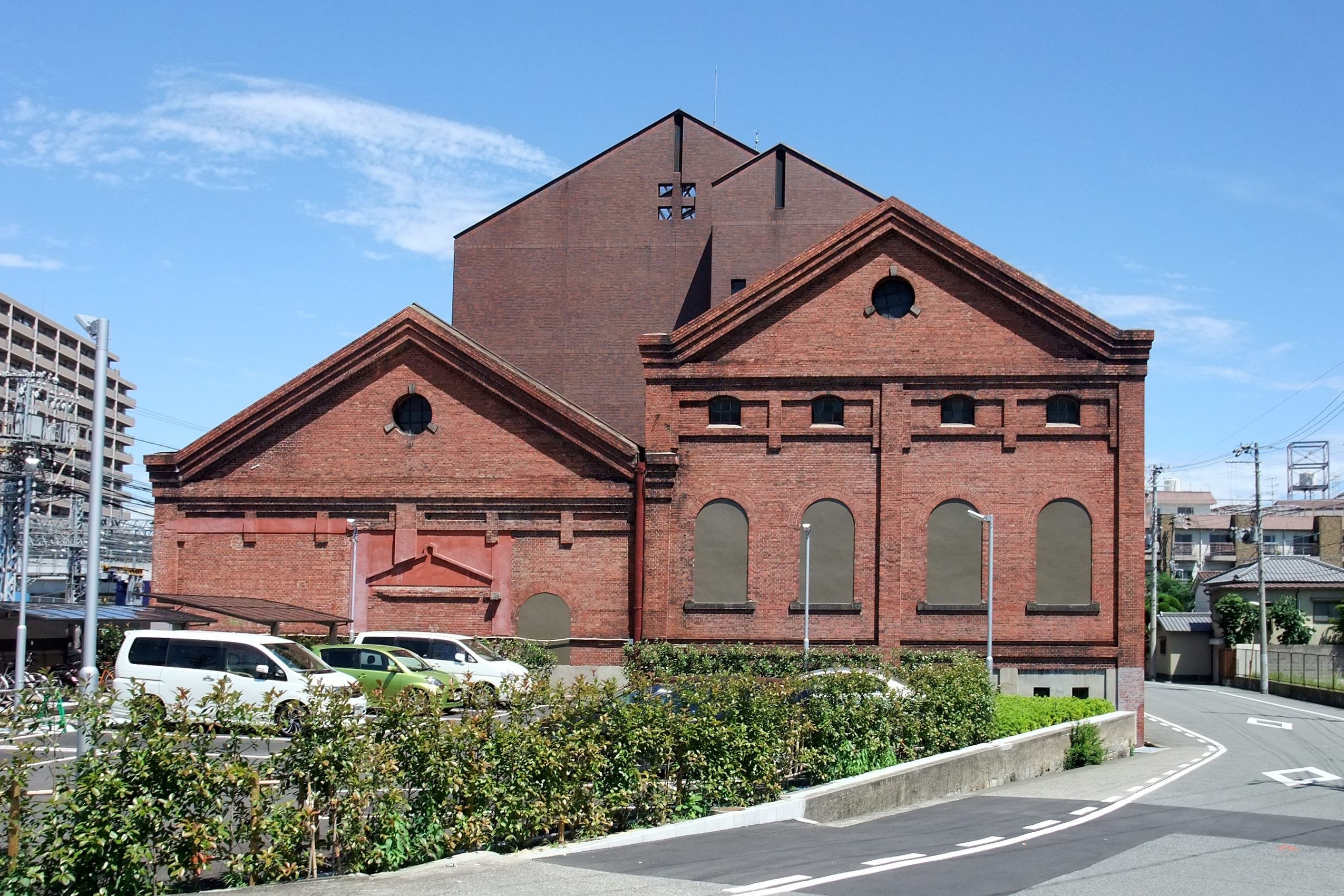
尼崎車庫・工場の旧尼崎発電所

駅東側には尼崎車庫・工場があり、以前は阪神電気鉄道本社が設けられていたこともある（その後一旦梅田に移転し、平成時代に福島区海老江に移転）。その他PTC指令所がある。車庫の線路が駅構内まで延びているため、高架橋は比較的幅が広い。神戸側にも引き上げ線が設置されている。
西改札向かいに専門店街「AMASTA AMASEN」（アマスタ アマセン）がある。また北口脇には、阪神タクシー専用乗り場と「マクドナルド」、コンビニエンスストア「ローソン（元アズナス）」がある。南口脇にはかつて存在した菓子メーカーのパルナス製菓から独立して開業した喫茶店「モンパルナス」があったが、コロナ禍により2021年3月末をもって閉店し、同年5月に大阪府豊中市の庄内駅（阪急宝塚本線）近くに移転した。

### 南側
駅の東側は、尼崎城址や桜井神社を含む古い町並みが、西側は国宝・重要文化財も多く含む寺町が広がっている。
また、老朽家屋が密集した南地区では、2004年1月に都市計画決定を受けて、「尼崎ルネッサンス」を掲げての再開発事業が行われ、さきタワーや、阪神尼崎南地区市街地再開発組合の高層建築の建設が続いている。寺町寄りには阪神尼崎駅前郵便局がある。
開明小学校跡地は、校舎を改装して尼崎市役所の中央支所となっている。校庭は公園として利用されており、近隣住民の憩いの場となっている。公園の南西の交差点近くの壁には、戦時中の機銃掃射の跡が残っている。

### 北側

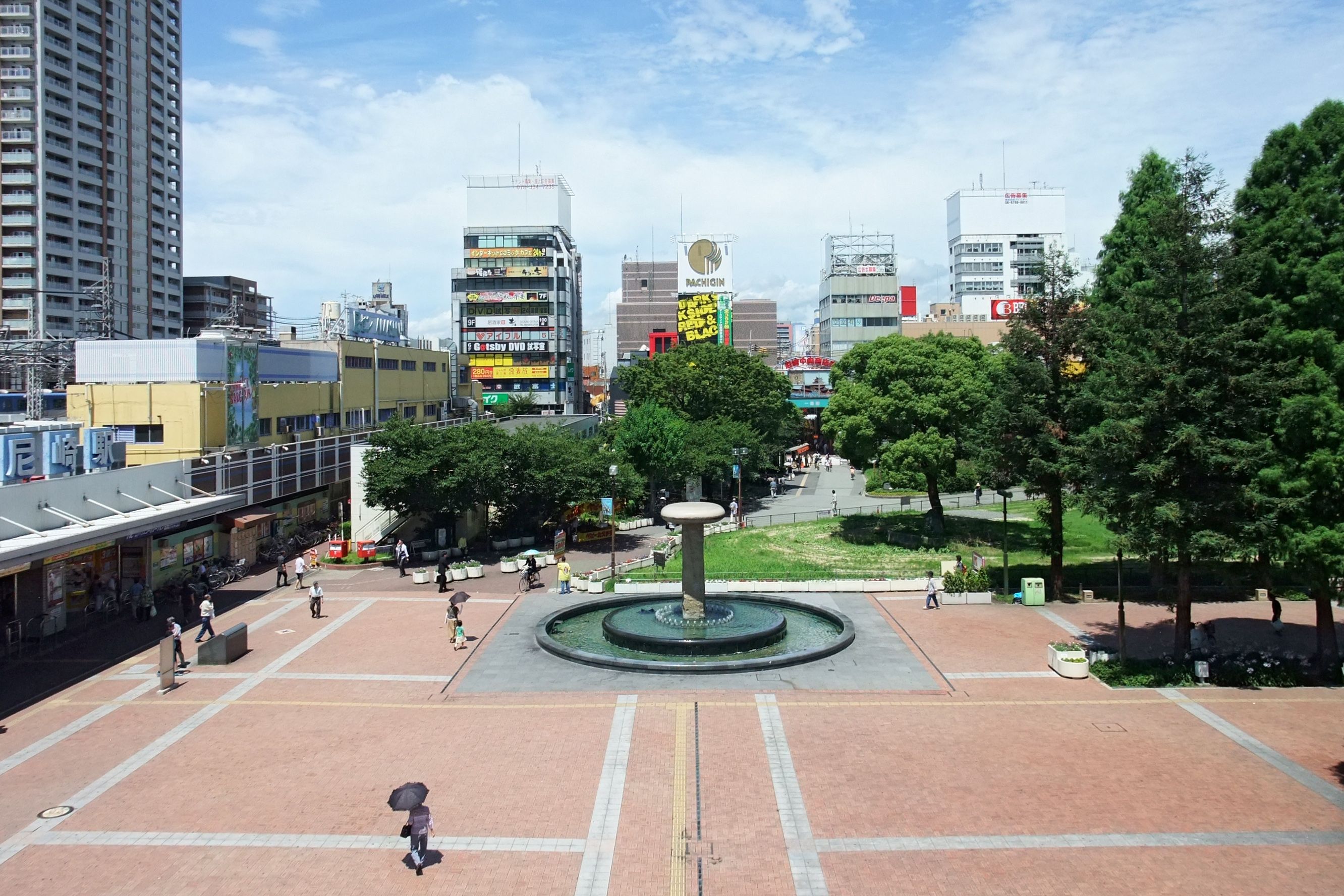
尼崎中央公園

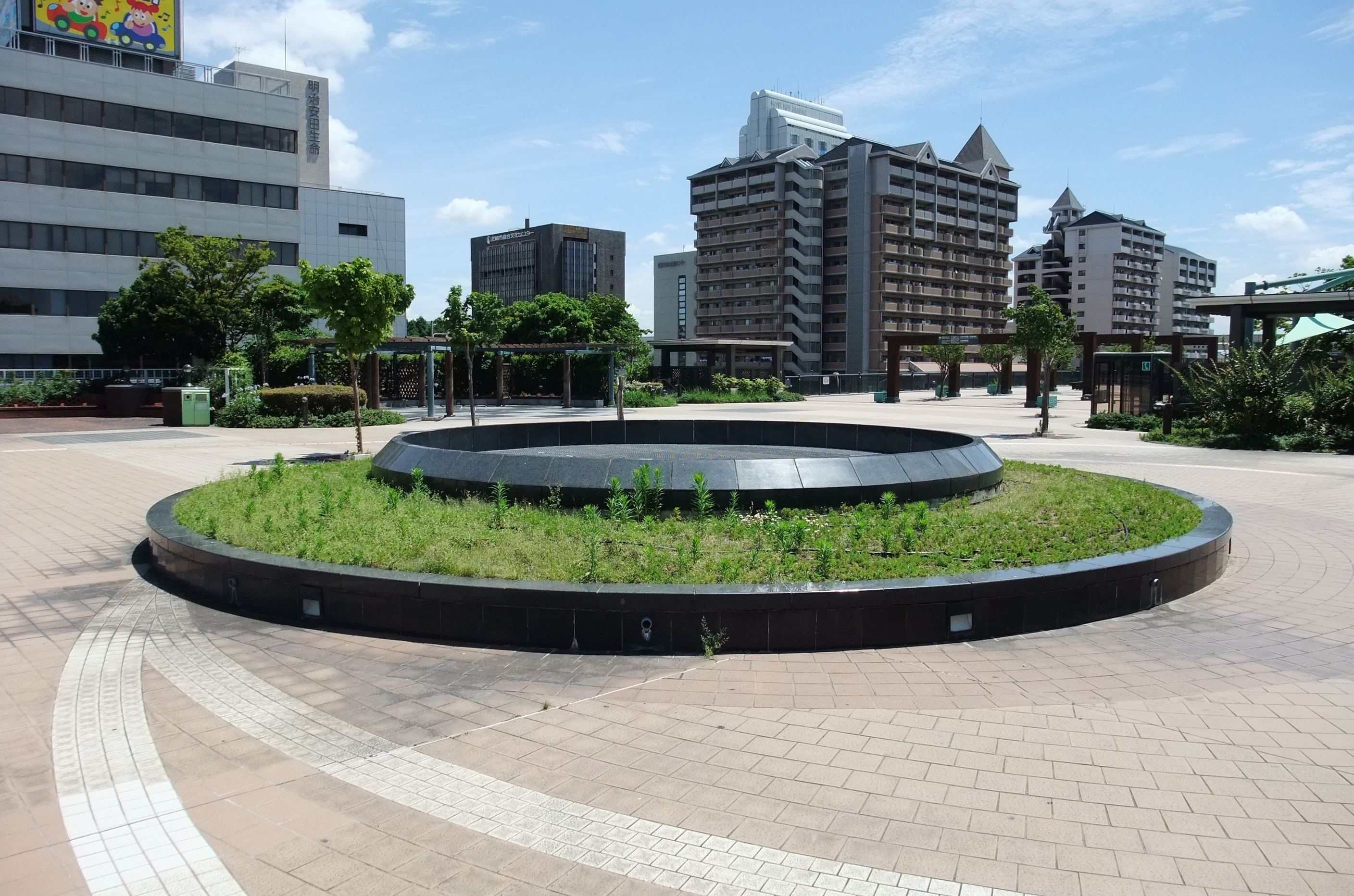
空中庭園

駅北側は、駅前広場の尼崎中央公園とバスターミナルがある。西方面に尼崎中央・三和・出屋敷商店街のアーケード街が出屋敷駅近くまで延び、神田北通といった歓楽街も備えている。東方面には中央公園と直結する「空中庭園」と、国道2号線に沿って文化都市としての側面を担うあましんアルカイックホールや尼崎商工会議所、尼崎南警察署、尼崎市消防局・中消防署、尼崎郵便局などの施設が並ぶ。

#### 尼崎中央公園と空中庭園
駅北側の広場（尼崎中央公園）は、駅舎北口正面はタイルで舗装され、中央に噴水が設けられている。その西側は緑地で、東側は1階バスターミナル、地下駐車場、2階は大型のペデストリアンデッキ「空中庭園」の三層構造となっている。この、駅前広場から北東方向に商業施設アマゴッタを経て文化施設あましんアルカイックホールまで伸びる「空中庭園」は、再開発事業「尼崎ルネッサンス」により設けられた。駅直結の地上の広場、デッキ上の空中庭園の広場はともに、週末になると市民コンサートなどの各種のイベント、フリーマーケットなど、多くの行事の会場となっている。また尼崎中央公園では、時期によってさまざまな花が植え替えられる。
尼崎中央公園では、2003年と2005年に、阪神タイガースのセントラル・リーグ制覇直前から当日にかけて移動車による特設テレビが設置され、パブリックビューイングが開催された。優勝当日は数千人規模の観衆が集まり、露店も多く出店、優勝後は鏡開きも行われた。

### タクシー乗り場
北改札口前は阪神タクシー専用で、あとは西改札口の北側と南側にある。

## バス路線
阪神バス・阪急バスが北口（北改札前）と南口に発着する。バスターミナルの停留所名は「阪神尼崎」で、阪神バス尼崎市内線は（北）（南）に分かれている。阪神バス公式HPにおいて、阪神線は（南）の時刻表一覧に含まれている。
北口ロータリー内に阪神バスサービスセンター（案内所・定期券等発売所）がある。

### 阪神バス
阪神線・尼崎市内線それぞれにのりばがある。後者については尼崎交通事業振興管理委託または共同運行の系統もある。

#### 阪神線
南口東側のりば発着。一般路線は1番のりば、関西国際空港行きの空港リムジンバスは2番のりばから発車。
なおこの他、北口から徒歩3分の国道2号沿いに「阪神尼崎駅北」停留所もあり、特に宝塚方面については阪神杭瀬駅北からの杭瀬宝塚線も停車するため駅前よりも本数は多い。
| のりば | 系統・行先                                   | 備考                                                          |
| ------ | -------------------------------------------- | ------------------------------------------------------------- |
| 1      | 尼崎宝塚線：宝塚/宝塚安倉団地/尼崎浜田車庫前 | 夜間1本は宝塚安倉団地行き、土休日最終便は尼崎浜田車庫前止まり |
| 1      | 尼崎西宮線：阪神西宮                         |                                                               |

#### 尼崎市内線
1・2・3・4番のりばが北口、5番のりばのみ南口となっている。11・13・13-2・15番は幹線、それ以外は地域線と区別されており、同じ行き先でも系統番号が違う路線は経路も異なる。
担当営業所の「共管」は塚口営業所と武庫営業所の共管を指す。
| のりば | のりば | 担当 | 系統・行先                          | 備考                                         | ATS社 |
| ------ | ------ | ---- | ----------------------------------- | -------------------------------------------- | ----- |
| 北     | 1      | 塚口 | 13番：阪急塚口                      | 尾浜西口経由                                 | 共同  |
| 北     | 1      | 塚口 | AD2番：阪急塚口                     | 経由地は13番と同様                           |       |
| 北     | 1      | 塚口 | 13-2番：阪急塚口                    | 尾浜西口・尼崎総合医療センター正門前経由     | 共同  |
| 北     | 2      | 共管 | 15番：阪急武庫之荘（南）            |                                              |       |
| 北     | 2      | 塚口 | 31番：阪急塚口                      | 日中のみ運行。市役所経由                     | 委託  |
| 北     | 2      | 武庫 | 43番：宮ノ北団地/阪急武庫之荘（南） | 朝の一部便と最終便は阪急武庫之荘（南）止まり |       |
| 北     | 2      | 武庫 | 43-2番：武庫営業所                  | 日中のみ運行。JR立花（下）経由               |       |
| 北     | 2      | 武庫 | AD1番：武庫営業所                   | 難波経由                                     |       |
| 北     | 3      | 塚口 | 11番：阪急園田（南）                | JR尼崎（北）経由                             | 委託  |
| 北     | 3      | 塚口 | 23番：戸ノ内/JR尼崎（南）           | JR尼崎（南）止まりの区間便も多数あり         | 委託  |
| 北     | 4      | 塚口 | 22番：阪急園田（南）/塚口営業所前   | 尾浜経由。一部便は塚口営業所前止まり         | 委託  |
| 北     | 4      | 塚口 | 22-2番：阪急園田（南）              | 平日の日中のみ運行。尼崎総合医療センター経由 | 委託  |
| 北     | 4      | 武庫 | AD1番：尼崎ドライブスクール前       |                                              |       |
| 北     | 4      | 塚口 | AD2番：尼崎ドライブスクール前       | 経由地はAD1番と同様                          |       |
| 南     | 5      | 塚口 | 70番：クリーンセンター第2工場       |                                              | 委託  |

### 阪急バス
伊丹営業所の管轄する路線が北口より発着している。5番のりばからは園田競馬開催日に園田競馬場行きの臨時路線も発着している。
| のりば | 路線名 | 系統・行先                                     | 備考                                                                   |
| ------ | ------ | ---------------------------------------------- | ---------------------------------------------------------------------- |
| 5      | 尼崎線 | 56系統：阪急川西能勢口駅/伊丹中央/伊丹営業所前 | 平日朝夕の一部便は伊丹営業所前、土休日夕方以降の一部便は伊丹中央止まり |
| 6      | 尼崎線 | 57系統：阪急塚口                               |                                                                        |
| 6      | 尼崎線 | 59系統：伊丹営業所前                           |                                                                        |

## 隣の駅
阪神電気鉄道
本線
■直通特急（平日朝ラッシュ時の上りの一部）
大阪梅田駅 (HS 01) ← 尼崎駅 (HS 09) ← 西宮駅 (HS 17)
■直通特急（上記以外）・■特急
大阪梅田駅 (HS 01) - 尼崎駅 (HS 09) - 甲子園駅 (HS 14)
■区間特急（大阪梅田行きのみ運転）
野田駅 (HS 03) ← 尼崎駅 (HS 09) ← 甲子園駅 (HS 14)
■快速急行（平日朝ラッシュ時）
（阪神なんば線） - 尼崎駅 (HS 09) - 甲子園駅 (HS 14)
■快速急行（平日日中以降・土休日）
（阪神なんば線） - 尼崎駅 (HS 09) - 武庫川駅 (HS 12)
■急行
野田駅 (HS 03) - 尼崎駅 (HS 09) - 武庫川駅 (HS 12)
■区間急行
千船駅 (HS 06) - 尼崎駅 (HS 09) - 武庫川駅 (HS 12)
■普通
大物駅 (HS 08) - 尼崎駅 (HS 09) - 出屋敷駅 (HS 10)
阪神なんば線
■快速急行
西九条駅 (HS 45) - 尼崎駅 (HS 09) - （本線）
■準急・■区間準急・■普通
大物駅 (HS 08) - 尼崎駅 (HS 09)

### 記事本文